# Trichomaladera elongata
Trichomaladera elongata är en skalbaggsart som beskrevs av Shuhei Nomura 1974. Trichomaladera elongata ingår i släktet Trichomaladera och familjen Melolonthidae. Inga underarter finns listade i Catalogue of Life.